# Harry Shearer
Harry Julius Shearer (n. 23 decembrie 1943, Los Angeles, California, SUA) este un actor, comedian, scriitor și producător american. Născut în Los Angeles, California, Shearer și-a început cariera în copilărie. Acesta a fost membru al grupului de comici The Credibility Gap⁠(d) între 1969 și 1976. După desființarea grupului, a scris împreună cu Albert Brooks scenariul filmului Real Life⁠(d) (1979) și a fost scenarist al serialului de televiziune Fernwood 2 Night⁠(d).
Shearer a fost membru al distribuției emisiunii Saturday Night Live între 1979 și 1980, respectiv între 1984 și 1985. A fost actor, scenarist și producător al celebrului lungmetraj satiric Spinal Tap⁠(d), iar în 1989 a ajuns în distribuția serialului animat Familia Simpson. Acesta interpretează numeroase personaje, printre care Montgomery Burns, Waylon Smithers⁠(d), Seymour Skinner, Ned Flanders⁠(d), Timothy Lovejoy⁠(d), Kent Brockman și Dr. Hibbert⁠(d). Shearer a apărut în lungmetraje precum The Truman Show (1998), Godzilla (1998) și A Mighty Wind⁠(d) (2003) și a regizat filmele Teddy Bears' Picnic⁠(d) (2002) și The Big Uneasy (2010). Din 1983, acesta este gazda emisiunii radio de satiră, muzică și comedie sketch⁠(d) Le Show⁠(d).
Shearer a câștigat un premiu Primetime Emmy⁠(d) și a obținute numeroase nominalizări la premiile Emmy și Grammy. Este căsătorit cu cântăreața și compozitoarea Judith Owen⁠(d) din 1993. A devenit artist-in-residence⁠(d) în cadrul Universității Loyolad din New Orleans⁠(d) în 2013.

## Biografie
Shearer s-a născut pe 23 decembrie 1943 în Los Angeles, California, fiul lui Dora, contabilă, și al lui Mack Shearer. Părinții săi erau imigranți evrei din Austria și Polonia. La vârsta de patru ani, acesta a avut o profesoară de pian a cărui fiică era copil-actor⁠(d); când aceasta și-a schimbat ocupația și a devenit agent pentru actori, le-a cerut părinților săi să-l aducă pe Shearer la un casting. Câteva luni mai târziu, acesta a participat la un casting pentru emisiunea radio The Jack Benny Program⁠(d) și a obținut rolul; avea șapte ani. L-a descris pe actorul Jack Benny⁠(d) ca fiind „foarte cald și abordabil”. În cadrul unui interviu, Shearer a declarat că persoana care l-a luat sub aripa sa și i-a fost mentor în showbiz a fost actorul de voce Mel Blanc, cel care a dat viață unor personaje animate celebre precum Bugs Bunny, Daffy Duck și Barney Rubble. Shearer și-a făcut debutul în film în lungmetrajul Abbott and Costello Go to Mars (1953) și a apărut în Tunica (1953).  A lucrat în televiziune, film și radio de-a lungul copilăriei și adolescenței sale.
În 1957, Shearer a interpretat personajul Eddie Haskell⁠(d) în episodul pilot al serialului de televiziune Leave It to Beaver⁠(d). Părinții săi nu și-au dorit ca acesta să primească rolul principal într-un serial, deoarece voiau să aibă o copilărie normală. Shearer și părinții săi au decis să refuze rolul dacă serialul era preluat de o rețea de televiziune.
Shearer a studiat la Liceul Los Angeles⁠(d) și absolvit Universitatea din  California, Los Angeles cu o diplomă în științe politice la începutul anilor 1960. A decis să renunțe la showbiz pentru a deveni o „persoană serioasă”. Shearer a contribuit la ziarul universitar Daily Bruin⁠(d) în primul său an și a fost redactor al revistei de umor Satyr. De asemenea, a fost prezentator de știri la postul de radio KRLA⁠(d) din Pasadena. După absolvire, scopul său a fost să evite „înrolarea”. A urmat studiile postuniversitare la Universitatea Harvard timp de un an și a lucrat pentru corpul legislativ⁠(d) al statului Sacramento. În perioada 1967-1968, a fost profesor de limba engleză și studii sociale; a părăsit funcția ca urmare a unor „neînțelegeri cu administrația”.
Din 1969 până în 1976, Shearer a fost membru al grupului de comici The Credibility Gap. Acesta era alcătuit din „numeroși reporteri” ai postului de radio KRLA 1110⁠(d) din Los Angeles, printre aceștia fiind David Lander⁠(d), Richard Beebe⁠(d) și Michael McKean⁠(d). Emisiunea grupului a fost anulată în 1970 de KRLA și în 1971 de KPPC-FM⁠(d), iar aceștia au ajuns să pună în scenă spectacole în diverse cluburi și săli de concerte. În timp ce lucra pentru KRLA, Shearer a intervievat formația Creedence Clearwater Revival pentru documentarul muzical Pop Chronicles⁠(d).
În 1973, Shearer l-a interpretat pe Jim Houseafire pe albumul de comedie How Time Flys⁠(d) al lui David Ossman⁠(d) din grupul de comici The Firesign Theatre⁠(d). The Credibility Gap s-a desființat în 1976, când Lander și McKean au plecat pentru a juca în sitcomul Laverne & Shirley⁠(d). De asemenea, Shearer a început să lucreze cu Albert Brooks și să scrie materiale pentru serialul Fernwood 2 Night.

## Cariera

### Familia Simpson
Acesta este cunoscut pentru rolurile sale din Familia Simpson. Între Matt Groening, creatorul serialului, și Shearer exista un respect reciproc de dinainte ca cei doi să lucreze împreună. Când a fost abordat de Groening, Shearer a privit cu reticența rolul, deoarece considera că sesiunile de înregistrări sunt mult prea problematice. Conform acestuia, a fi actor de voce „nu este foarte distractiv” din moment ce actorii își înregistrează replicile separat. După ce i s-a dezvăluit că actorii își vor înregistra dialogul împreună și a avut trei discuții telefonice cu producătorul executiv James L. Brooks, Shearer a fost convins să accepte rolul. A considerat Familia Simpson ca fiind un serial amuzant, însă i s-a părut ciudat că colegii din distribuție nu își doreau să fie recunoscuți de public.
Shearer interpretează numeroase personaje, printre care Seymour Skinner, Kent Brockman, Montgomery Burns, Waylon Smithers, Ned Flanders, Timothy Lovejoy, Dr. Hibbert, Lenny Leonard⁠(d), Otto Mann⁠(d), Rainier Wolfcastle⁠(d), Scratchy⁠(d), Kang⁠(d), Dr. Marvin Monroe⁠(d) și judecătorul Snyder⁠(d). A descris vocile personajelor sale drept „ușor de realizat... Nu le-aș face dacă nu ar fi ușoare”. Vocea lui Montgomery Burns este inspirată de cea a actorilor Lionel Barrymore și Ronald Reagan. Conform lui Shearer, glasul lui Burns este cel mai dificil de realizat, fiindcă pune multă presiune pe corzile sale vocale și de multe ori este nevoit să consume ceai și miere pentru a-și calma vocea. Burns este personajul său preferat, deoarece „este răul întruchipat.” Waylon Smithers, asistentul lui Burns, este interpretat tot de Shearer, iar acesta este capabil să realizeze dialogule dintre cei doi în aceeași scenă. Ned Flanders trebuia să fie doar un vecin pe care Homer Simpson era gelos, însă Shearer a utilizat „o voce atât de dulce” pentru personaj încât stafful a decis să-l transforme într-un creștin simpatic. Vocea doctorului Marvin Monroe este modelată după cea a psihiatrului David Viscott⁠(d). Începând din sezonul al șaptelea, Monroe a apărut foarte rar în serial, deoarece interpretarea personajului îi cauza dureri în gât.
În 2004, Shearer a criticat calitatea tot mai proastă a serialului. Conform acestuia, „evaluez ultimele trei sezoane ca fiind printre cele mai proaste, așa că sezonul patru mi se pare foarte bine acum”. Actorul a adus în discuție și episodul „The Principal and the Pauper⁠(d)” (1997), unul dintre cele mai controversate episoade din Familia Simpson. Mulți fani și critici au reacționat negativ la dezvăluirea că directorul Seymour Skinner, un personaj principal încă din primul sezon, era un impostor. Episodul a fost criticat atât de Shearer, cât și de Groening. Într-un interviu din 2001, Shearer rememora cum le-a  spus scenariștilor că povestea este „foarte proastă” și ignoră întreaga dezvoltare a personajului realizată pe parcursul ultimilor opt ani. În opinia sa, „[povestea] este foarte arbitrară, nejustificată și denotă lipsa de respect față de public”. Într-un interviu din decembrie 2006, Shearer a adăugat: „Acum, [scenariștii] refuză să vorbească despre asta. Își dau seama că a fost o greșeală îngrozitoare. Nu menționează niciodată asta.”
Până în 1998, Shearer a fost plătit cu 30.000 de dolari pe episod. În timpul unei dispute salariale din 1998, Fox a amenințat că îi va înlocui pe cei șase actori principali cu alți actori. Cu toate acestea, disputa a fost rezolvată în cele din urmă și a primit 125.000 de dolari pe episod până în 2004, când actorii au cerut din nou să le fie mărite salariile. Problema a fost rezolvată o lună mai târziu, salariul lui Shearer a ajuns la 250.000$ pe episod. După renegocierile salariale din 2008, actorii au primit aproximativ 400.000 de dolari pe episod. Trei ani mai târziu, când Fox amenința cu anularea serialului dacă costurile de producție nu vor scădea, Kavner și ceilalți membri ai distribuției au acceptat o reducere cu 30% a salariului (puțin peste 300.000 de dolari pe episod). Pe 14 mai 2015, Shearer a anunțat că părăsește serialul. După ce ceilalți actori de voce au semnat un nou contract, Shearer a refuzat, menționând că remunerația nu este suficientă. Într-o declarație din partea producătorilor, Al Jean a spus că „serialul trebuie să continue”, însă nu a explicat ce se va întâmpla cu personajele interpretate de acesta. Pe 7 iulie 2015, Shearer a acceptat condițiile noului contract și a rămas în distribuție.

## Viața personală
Shearer s-a căsătorit cu cântăreața de folk Penelope Nichols⁠(d) în 1974. Cei doi au divorțat în 1977. Acesta este căsătorit cu cântăreața și compozitoarea galeză Judith Owen⁠(d) din 1993. În 2005, cuplul și-a lansat propria casă de discuri numită Courgette Records. Shearer locuiește în principal în cartierul francez din New Orleans, Louisiana, dar are case în Santa Monica, California și Notting Hill, Londra. A mers pentru prima dată în New Orleans în 1988 și de atunci a participat la fiecare ediție a festivalului New Orleans Jazz & Heritage Festival⁠(d).
Shearer vorbește și scrie adesea despre eșecul sistemului de diguri⁠(d) în timpul uraganului Katrina; a criticat atât modul în care a fost prezentat evenimentul în mass-media mainstream, cât și United States Army Corps of Engineers⁠(d).  Înainte de lansarea pe DVD a filmului The Big Uneasy, Shearer organiza proiecții ale filmului în diverse localități și răspundea la întrebările publicului.

## Filmografie

### Filme
| An   | Film                                                 | Rol | Note                                     |
| ---- | ---------------------------------------------------- | --- | ---------------------------------------- |
| 1953 | Abbott and Costello Go to Mars                       | Boy |                                          |
| 1953 | The Robe                                             | David |                                          |
| 1977 | American Raspberry                                   | Prietenul lui Trucker |                                          |
| 1977 | Cracking Up                                          | Diverse personaje | Parte din „The Credibility Gap”          |
| 1979 | Real Life                                            | Pete | Coscenarist                              |
| 1979 | The Fish That Saved Pittsburgh                       | Murray Sports |                                          |
| 1980 | Loose Shoes                                          | Narator (voce) |                                          |
| 1980 | One Trick Pony                                       | Bernie Wepner |                                          |
| 1983 | The Right Stuff                                      | Recrutor pentru NASA |                                          |
| 1984 | This Is Spinal Tap                                   | Derek Smalls | Coscenarist, muzician și compozitor      |
| 1987 | Flicks                                               | Narator (voce) |                                          |
| 1988 | Plain Clothes                                        | Simon Feck |                                          |
| 1988 | My Stepmother Is an Alien                            | Carl Sagan (voce) |                                          |
| 1990 | Marilyn Hotchkiss' Ballroom Dancing and Charm School | Crainic (voce) | Scurtmetraj                              |
| 1991 | Blood and Concrete                                   | Sammy Rhodes |                                          |
| 1991 | Oscar                                                | Guido Finucci |                                          |
| 1991 | Pure Luck                                            | Monosoff |                                          |
| 1991 | The Fisher King                                      | Ben Starr |                                          |
| 1992 | A League of Their Own                                | Crainic (voce) |                                          |
| 1993 | Wayne's World 2                                      | Handsome Dan |                                          |
| 1994 | I'll Do Anything                                     | Audience Research Captain                                                                                                  |                                          |
| 1994 | Little Giants                                        | Crainic |                                          |
| 1994 | Speechless                                           | Chuck |                                          |
| 1997 | My Best Friend's Wedding                             | Jonathan P.F. Rice |                                          |
| 1997 | Waiting for Guffman                                  | N/A | Compozitor                               |
| 1998 | Godzilla                                             | Charles Caiman |                                          |
| 1998 | Almost Heroes                                        | Narator (voice) |                                          |
| 1998 | The Truman Show                                      | Mike Michaelson |                                          |
| 1998 | Small Soldiers                                       | Punch-It (Voce) |                                          |
| 1999 | EDtv                                                 | Moderator |                                          |
| 1999 | Encounter in the Third Dimension                     | Narator (voce) |                                          |
| 1999 | Dick                                                 | G. Gordon Liddy |                                          |
| 2000 | Catching Up with Marty DiBergi                       | Derek Smalls | Scurtmetraj                              |
| 2000 | Edwurd Fudwupper Fibbed Big                          | Alte personaje |                                          |
| 2001 | Haiku Tunnel                                         | Orientation leader |                                          |
| 2001 | Out There                                            | Dr. Gerard |                                          |
| 2001 | Haunted Castle                                       | - Mr. D - Mephisto |                                          |
| 2002 | Teddy Bears' Picnic                                  | Joey Lavin | Scriitor, regizor și producător executiv |
| 2003 | A Mighty Wind                                        | Mark Shubb |                                          |
| 2005 | Marilyn Hotchkiss' Ballroom Dancing and Charm School | Promo announcer (voce) |                                          |
| 2005 | Chicken Little                                       | Don Bowowser (voce) |                                          |
| 2006 | For Your Consideration                               | Victor Allan Miller |                                          |
| 2007 | A Couple of White Chicks at the Hairdresser          | Marc Gavin |                                          |
| 2007 | The Simpsons Movie                                   | Mr. Burns, Smithers, Ned Flanders, Reverend Lovejoy, Lenny, Seymour Skinner, Kent Brockman, Dr. Hibbert, Diverse personaje |                                          |
| 2010 | The Big Uneasy                                       | Narator (voce) | Regizor și producător                    |
| 2011 | Flood Streets                                        | Dr. Keeley | Producător executiv                      |
| 2015 | Love & Taxes                                         | Sean Boykin/Agent |                                          |
| 2016 | Mascots                                              | Competition Announcer (voce)                                                                                               |                                          |
| 2017 | Father Figures                                       | Gene Baxter |                                          |
| 2019 | Easy Does It                                         | „Breezy” Bob Mckee (voce)                                                                                                  |                                          |

### Televiziune
| An               | Serial                                            | Rol | Note                                                                                    |
| ---------------- | ------------------------------------------------- | --- | --------------------------------------------------------------------------------------- |
| 1953, 1955       | The Jack Benny Program                            | Jack Benny, as a child | - Episodul 4.2: „Jack as a Child” - Episodul 5.12: „Jack Takes the Beavers to the Fair” |
| 1955             | The Donald O'Connor Show                          | Harry Shearer | Episodul 1.7                                                                            |
| 1955             | It's a Great Life                                 | Terry | Episodul 2.4: „The Paper Drive"                                                         |
| 1955             | Death Valley Days                                 | | Episodul 4.2: „The Valencia Cake"                                                       |
| 1956             | Private Secretary                                 | Chuckie Wills, shoeshine boy                                                                                              | Episodul 4.16:„The Little Caesar of Bleecker Street"                                    |
| 1957             | General Electric Theater                          | Timmy | Episodul 5.28: „Cab Driver"                                                             |
| 1957             | Leave It to Beaver                                | Frankie Bennett | Episod pilot: „It's a Small World"                                                      |
| 1957             | Alfred Hitchcock Presents                         | Street Kid | Episodul 2.31: „The Night the World Ended"                                              |
| 1976             | Serpico                                           | Hippy | Film de televiziune/Pilot: „The Deadly Game"                                            |
| 1976–82          | Laverne & Shirley                                 | Diverse personaje | Șase episoade; a contribuit la episodul 1.12: „Hi, Neighbor”                            |
| 1977             | Fernwood 2 Night                                  | | Scriitor                                                                                |
| 1978             | America 2-Night                                   | | Scriitor                                                                                |
| 1979             | Stockard Channing in Just Friends                 | Saul | Episodul: „The Ziegenfuss Force”                                                        |
| 1979             | The T.V. Show                                     | Diverse personaje | Episod pilot; de asemenea, scenarist, producător și compozitor                          |
| 1979–80, 1984–85 | Saturday Night Live                               | Diverse personaje | 32 de episoade; a contribuit la 39 de episoade                                          |
| 1980             | Animalympics                                      | Keen Hacksaw/Mayor of Animal Olympic Island/Burnt Woody/Mark Spritz (voice)                                               | Film de televiziune                                                                     |
| 1981             | Likely Stories, Vol. 1                            | Various characters | Film de televiziune; coscenarist                                                        |
| 1982             | Million Dollar Infield                            | Jack Savage | Film de televiziune                                                                     |
| 1985             | The History of White People in America            | Rabbi | Film de televiziune; regizor                                                            |
| 1986             | Viva Shaf Vegas                                   | Rabbi | Film de televiziune; regizor, scriitor și producător executiv                           |
| 1986             | The History of White People in America: Volume II | Rabbi | Film de televiziune; regizor                                                            |
| 1986             | Spitting Image: Down And Out In The White House   | Alte personaje | Episod pilot                                                                            |
| 1986             | ALF                                               | Larry / Președintele (voce)                                                                                               | Episodul: "Pennsylvania 6-5000"                                                         |
| 1987             | Spitting Image: The Ronnie and Nancy Show         | Alte personaje | Emisiune specială                                                                       |
| 1987             | Down and Out with Donald Duck                     | Alte personaje | Emisiune specială                                                                       |
| 1988             | Portrait of a White Marriage                      | | Film de televiziune; regizor                                                            |
| 1988             | Miami Vice                                        | Agentul FBI Timothy Anderson                                                                                              | Episode 4.12: "The Cows of October"                                                     |
| 1988             | Merrill Markoe's Guide to Glamorous Living        | | Emisiune specială                                                                       |
| 1989–present     | The Simpsons                                      | Ned Flanders, Mr. Burns, Dr. Hibbert (1990–2021), Waylon Smithers, Principal Skinner, Reverend Lovejoy, Diverse personaje | A scris episodul "Trust but Clarify"; l-a interpretat pe Dr. Hibbert până în 2021       |
| 1990             | The Golden Girls                                  | George H. W. Bush (voce)                                                                                                  | Episodul 5.26: „The President's Coming! The President's Coming! Part 2”                 |
| 1990             | Hometown Boy Makes Good                           | Unnamed character (voce)                                                                                                  | Film de televiziune                                                                     |
| 1990             | Murphy Brown                                      | Chris Bishop | Episodul 3.1: „The 390th Broadcast”                                                     |
| 1991             | Sunday Best                                       | Diverse personaje |                                                                                         |
| 1993             | Dream On                                          | Steve | Episodul 4.6: „Home Sweet Homeboy”                                                      |
| 1993             | L.A. Law                                          | Gordon Huyck | Episodul 8.6:„Safe Sex”                                                                 |
| 1993             | Animaniacs                                        | Ned Flat (voce) | Episodul 1.40: „Fair Game/Puppet Rulers”                                                |
| 1994             | Ellen                                             | Ted | Episodul 2.9: „The Trainer”                                                             |
| 1995             | Friends                                           | Dr. Baldharan | Episodul 1.21: „The One with the Fake Monica”                                           |
| 1995             | The Show Formerly Known as the Martin Short Show  | Mr. Blackwell | Emisiune specială                                                                       |
| 1995             | Frontline                                         | Larry Hadges | Episodul 2.10: „Changing the Face of Current Affairs”                                   |
| 1996             | State of the Union: Undressed                     | Newt Gingrich | Emisiune specială                                                                       |
| 1996             | Chicago Hope                                      | Nowhere man | Episodul 3.7: „A Time to Kill”                                                          |
| 1997             | Tracey Takes On...                                | Ronald Littleman | Episodul 2.12:„Race Relations”                                                          |
| 1997             | ER                                                | John Smythe | Episodul 3.19: „Calling Dr. Hathaway”                                                   |
| 1997             | The Visitor                                       | Louis Faraday | Episodul 1.1: „Fear of Flying”                                                          |
| 1998             | George & Leo                                      | | Episodul 1.17: „The Poker Game”                                                         |
| 1999             | Seven Days                                        | Walter Landis | Episodul 1.19: „EBE's”                                                                  |
| 1999             | Just Shoot Me!                                    | Larry Fenwick | Episodul 4.1:„A Divorce to Remember”                                                    |
| 1999–2001        | Jack & Jill                                       | Dr. Wilfred Madison | 4 episoade                                                                              |
| 2000–01          | Dawson's Creek                                    | Principal Peskin | Episoadele 4.8: „The Unusual Suspects” și 4.22: „The Graduate”                          |
| 2001             | That's Life                                       | Dean | Episodul 2.9: „Oh, Baby!”                                                               |
| 2002             | The Agency                                        | Președintele | Episodul 1.14: „The Gauntlet”                                                           |
| 2003             | MADtv                                             | Mark Shubb | Episodul 8.21                                                                           |
| 2008             | The Graham Norton Show                            | Harry Shearer | Sezonul 4, episodul 1                                                                   |
| 2012             | Nixon's the One                                   | Richard Nixon | Emisiune specială                                                                       |
| 2012             | Have I Got News for You                           | Harry Shearer | Sezonul 44, episodul 5                                                                  |
| 2014             | Outnumbered                                       | Mr Johnson | Episodul: „Communication Skills”                                                        |
| 2016             | Would I Lie to You?                               | Harry Shearer | Sezonul 10, episodul 5                                                                  |
| 2018             | The Last Leg                                      | Harry Shearer | Sezonul 14, episodul 2                                                                  |
| 2019             | Paul Shaffer Plus One                             | Derek Smalls | Episodul: „Harry Shearer as Derek Smalls of Spinal Tap”                                 |
| 2020             | The Salon                                         | Marc Gavin/Marc | 4 episoade                                                                              |

### Jocuri video
| An   | Joc video                   | Rol               |
| ---- | --------------------------- | ----------------- |
| 1996 | The Simpsons Cartoon Studio | Diverse personaje |
| 1997 | Virtual Springfield         | Diverse personaje |
| 2001 | The Simpsons Wrestling      | Diverse personaje |
| 2001 | The Simpsons: Road Rage     | Diverse personaje |
| 2002 | The Simpsons Skateboarding  | Diverse personaje |
| 2003 | The Simpsons: Hit & Run     | Diverse personaje |
| 2005 | Chicken Little              | Don Bowowser      |
| 2007 | The Simpsons Game           | Diverse personaje |
| 2012 | The Simpsons: Tapped Out    | Diverse personaje |

## Discografie
| Album                              | Lansare | Casă de discuri    |
| ---------------------------------- | ------- | ------------------ |
| It Must Have Been Something I Said | 1994    | Rhino              |
| Dropping Anchors                   | 2006    | Courgette          |
| Songs Pointed and Pointless        | 2007    | Courgette          |
| Songs of the Bushmen               | 2008    | Courgette          |
| Greed and Fear                     | 2010    | Courgette          |
| Smalls Change                      | 2018    | Twanky Records/BMG |

## Lucrări
- Shearer, Harry (1993). Man Bites Town. St Martins Press. ISBN 0-312-08842-6.
- Shearer, Harry (1999). It's the Stupidity, Stupid: Why (Some) People Hate Clinton and Why the Rest of Us Have to Watch. Ballantine Books/Library of Contemporary Thought. ISBN 0-345-43401-3.
- Shearer, Harry (2006). Not Enough Indians. Justin, Charles and Company. ISBN 1-932112-46-4.